# スパルタ大隊
スパルタ大隊（ロシア語: батальон «Спарта»）は、ウクライナ東部の分離主義勢力「ドネツク人民共和国」（DPR）が擁するロシアの分離主義者部隊である。同大隊はドンバス戦争と2022年のロシアによるウクライナ侵攻の際にウクライナ軍と戦ってきた。2022年12月31日にドネツク人民共和国がロシア連邦構成主体となったことに伴い、ドネツク人民兵も第1軍団としてロシア陸軍に編入された。これに伴いスパルタ大隊も第80独立親衛偵察大隊（ロシア語: 80-й отдельный гвардейский разведывательный батальон）としてロシア陸軍に編入された
2014年に結成されたスパルタ大隊は、当初はロシア出身のアルセン・パブロフ （コールサイン「モトローラ」（Motorola））が主導し、2016年10月にパブロフが死亡した後は、スラビャンスク出身のウラジミール・ゾガ （コールサイン「Vokha」）が、戦死する2022年3月まで指揮官を務めた。大隊はイロヴァイスクの戦いや第二次ドネツク空港の戦いなどの戦闘に参加した。フォーリン・ポリシーによれば、スパルタ大隊は「冷酷さで有名」であり、ドンバスでの戦争犯罪で告発されている。また同大隊はロシア帝国の黒黄白の旗を掲げている。

## 歴史
ウクライナとロシアの情報筋によると、スパルタ大隊は、パブロフが率いる既存の対戦車/機関銃部隊を基にして2014年8月にドネツクで結成され、イーゴリ・ギルキンの「義勇軍」とともにイロヴァイスクの戦いに参加したと伝えられている。

### 戦闘のタイムライン
2014年、大隊はイロヴァイスクの戦いに参加した。
2015年、第二次ドネツク空港の戦いで戦った。この戦いの間、大隊の戦闘員がウクライナの兵士（後にドネツクを行進し、地元の人々に攻撃された）を捕虜にし、ウクライナ兵の遺体を運ぶ様子が撮影された。パブロフは、「我々の仕事は死体の回収ではなく、死体を作ることだ」と語っていたため、ウクライナ人捕虜に他のウクライナ人の遺体を運ばせていた。
2015年1月、デバルツェボの戦いに参加した。
2016年3月、大隊はドクチャイエフスクの小規模な武力衝突の場にいた。
2016年9月、想定されるクーデターの阻止を目的として、ルガンスク人民共和国に大隊が配備された。
2016年後半、ドネツクのドネツィク国際空港に大隊が配備された。
2022年3月、ロシアのウクライナ侵攻の際に、大隊指揮官のウラジーミル・ゾガ大佐がヴォルノヴァーハで殺害された。ゾガは死後、ロシアのウラジーミル・プーチン大統領から「ロシア連邦英雄」の称号を授与された。

### 戦争犯罪の疑い
2015年2月、ウクライナ保安庁（SSU）は、スパルタ大隊とその指導者アーセニー・パブロフが2015年1月に犯した殺人、いじめ、拷問、奴隷労働の強制などの戦争犯罪の申し立ての捜査を開始した。
2015年4月、欧州・中央アジアアムネスティ・インターナショナルのロシア副局長、デニス・クリボシーフは、ドネツク空港で捕虜となったウクライナ人を拷問・殺害したとしてパブロフを非難した。クリボシーフによると、キーウ・ポストのインタビューで、パブロフは当時拘留下にあったウクライナ人捕虜のイーホル・ブラノヴィツキーを殺害したと語った 。2015年4月にキーウ・ポストのジャーナリストの声とパブロフとされる声が録音されたテープがYouTubeに投稿され物議を醸した。録音テープの音声記録では、ジャーナリストがパブロフにブラノヴィツキーについて尋ねた際に、パブロフは「私は15人の捕虜を撃った。気にしていない。コメントはしない。殺したい人は誰でも殺す」 と話し、捕虜15人を射殺したと主張した。アムネスティは犯罪の徹底的な調査を求めた。BBCがインタビューしたウクライナ人捕虜の生存者は、パブロフがブラノヴィツキーに発砲しているのを見たと語った。6月、ウクライナの当局者は、インターポールが「モトローラ事件の政治的性質」を理由にパブロフを彼らの指名手配リストに載せることを拒否したと報告した。
2016年、Vice Newsのジャーナリストは、2014年にスパルタ大隊のメンバーがウクライナ人捕虜に強制的に埋葬させ、今もドネツィク空港にあるウクライナ人の死体についてスパルタのメンバーから話された述べた。

## メンバー
2015年4月5日、ドネツィク州の警察署長ヴャチェスラフ・アブロスキンは、スパルタ大隊のメンバー40人の名前をFacebookに投稿した。スパルタ大隊のメンバーにはモルドバからの外国人戦闘員がいると報じられた。

## シンボル
大隊旗にはMの文字が含まれており、インデペンデントがインタビューした戦闘員によると、これは「我々の司令官でDPRの英雄、モトローラ（Motorola）に捧げられているからだ」と語った。ロシアのジャーナリスト、アレクサンドル・リトイによると、スパルタ大隊は戦場でロシア帝国の三色旗を掲げていた。

## ギャラリー

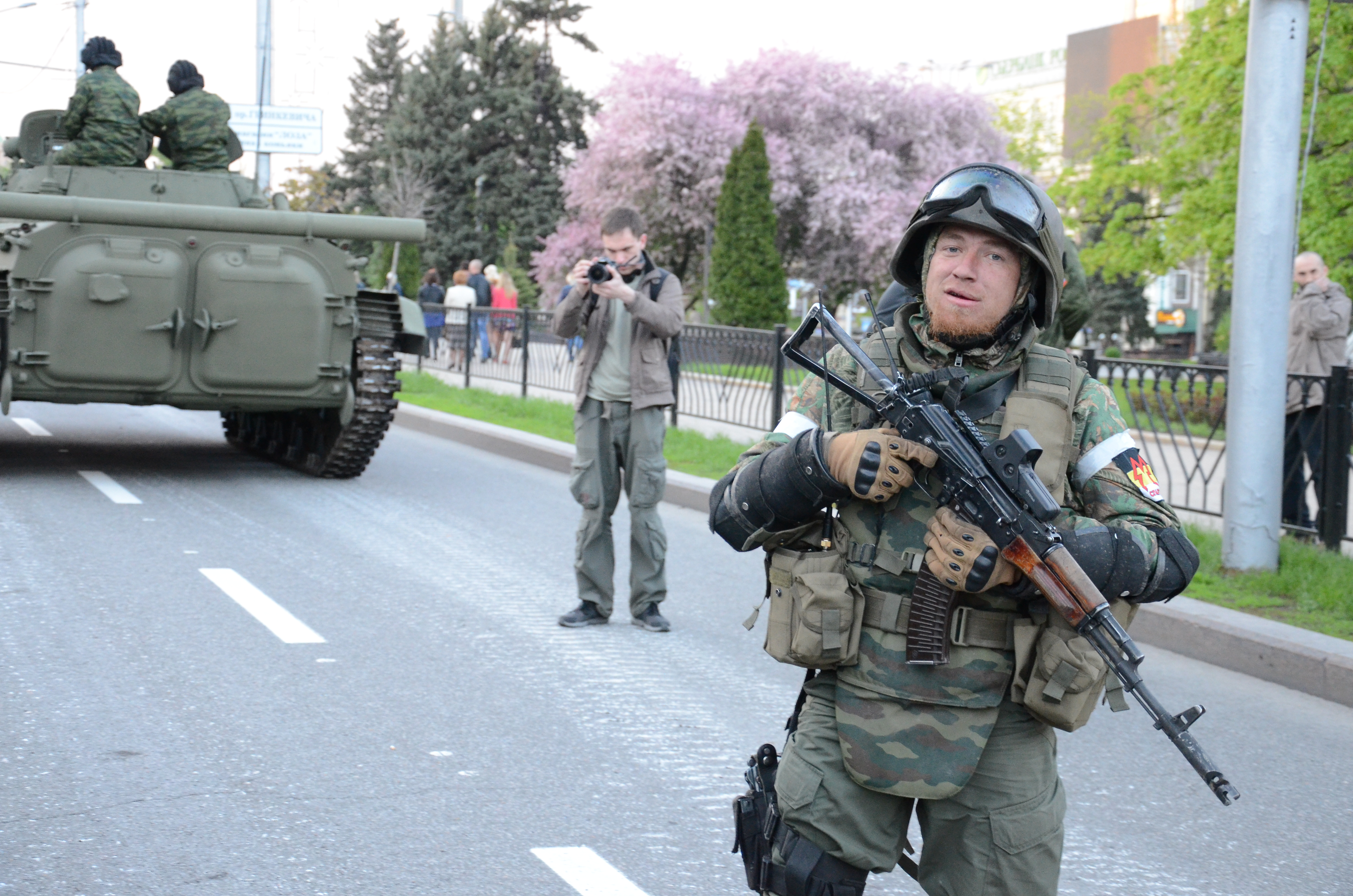
2015年に勝利パレードに参加する準備をしているスパルタ大隊指揮官アーセニー・パブロフ。
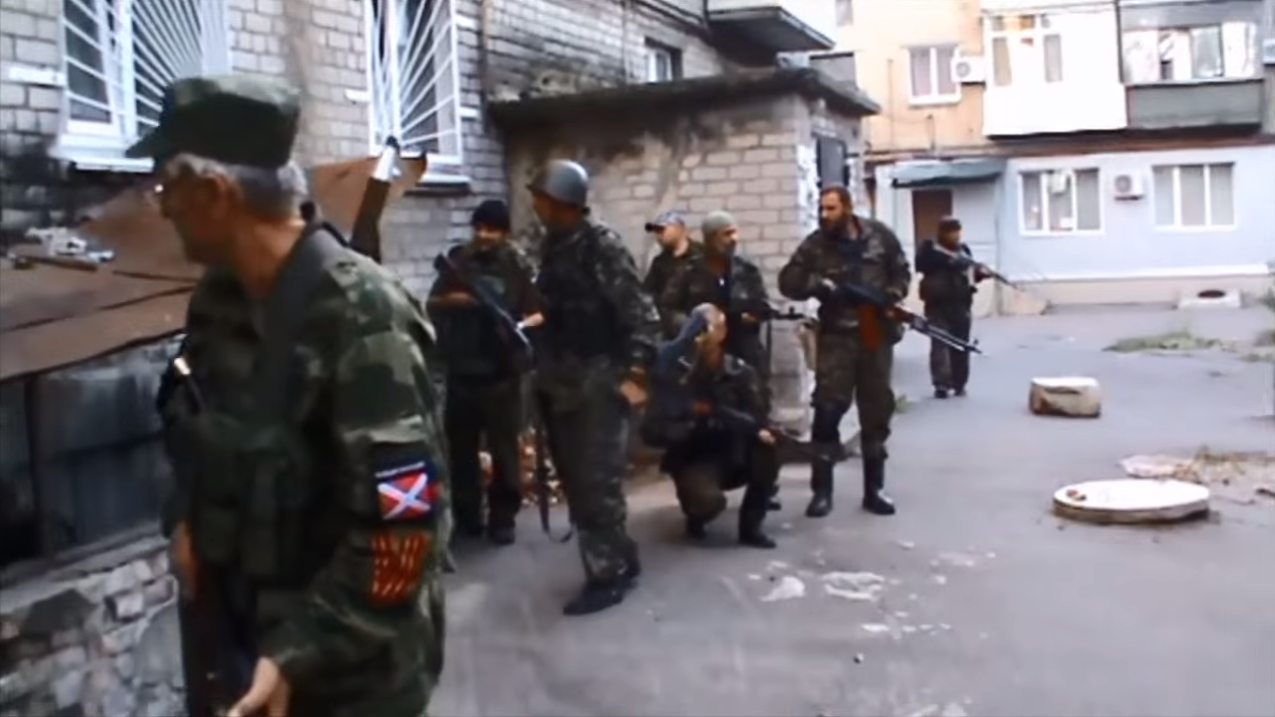
地下室付近で民間人と話すイロヴァイスクのスパルタ大隊（2014年8月）
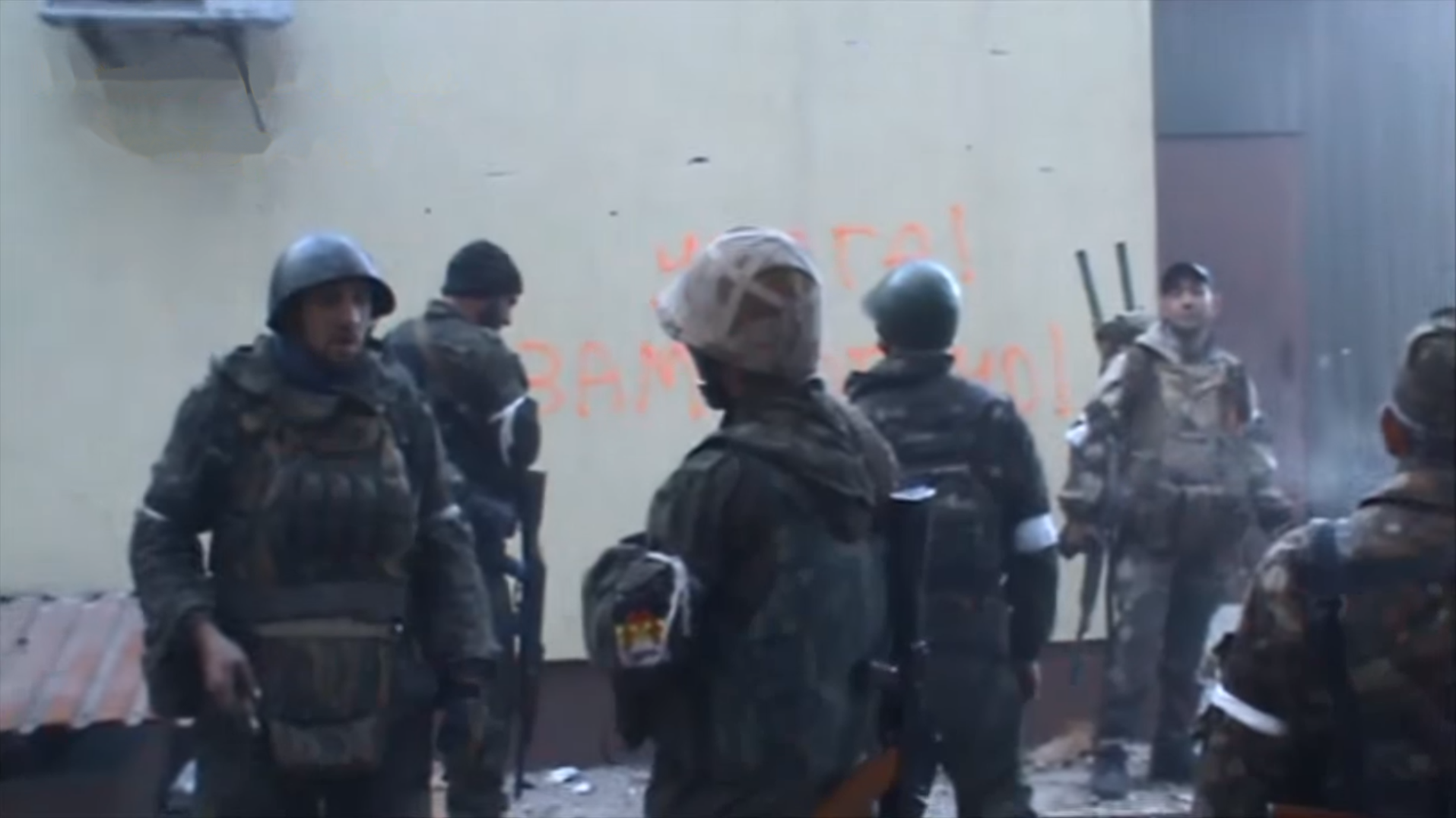
ドネツィク空港付近のスパルタ大隊部隊（2014年10月）
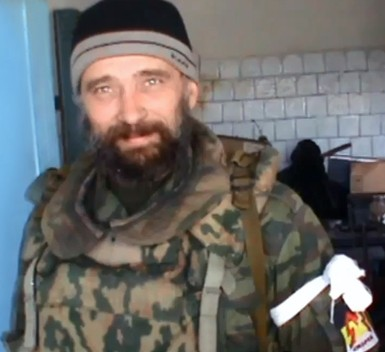
ドネツィク空港付近のスパルタ大隊の中隊長「マトロス」。新ターミナルでの最後のDPR攻撃を主導した。
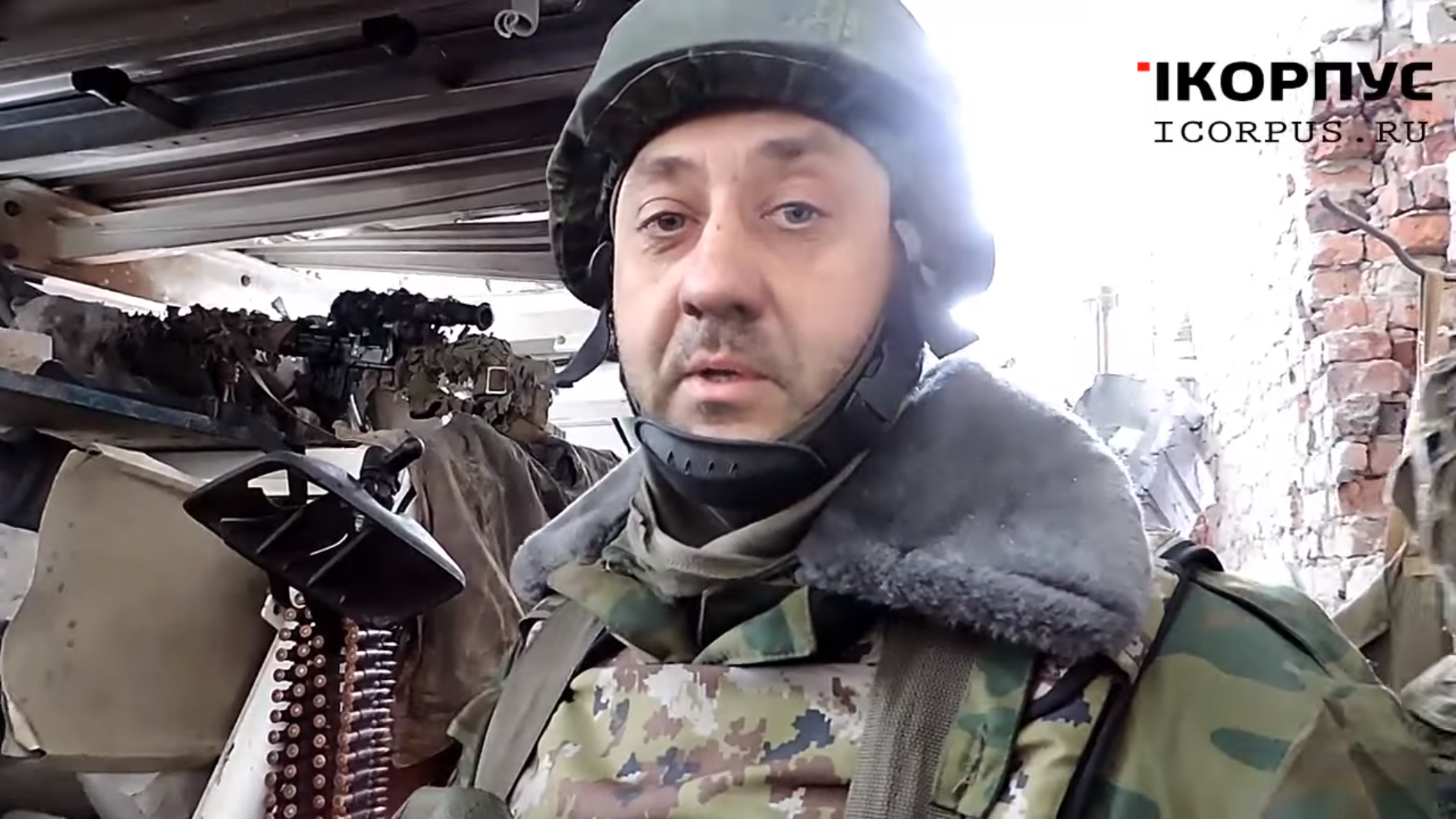
ドネツィク空港旧ターミナル付近のスパルタ大隊の戦闘員（2014年11月）
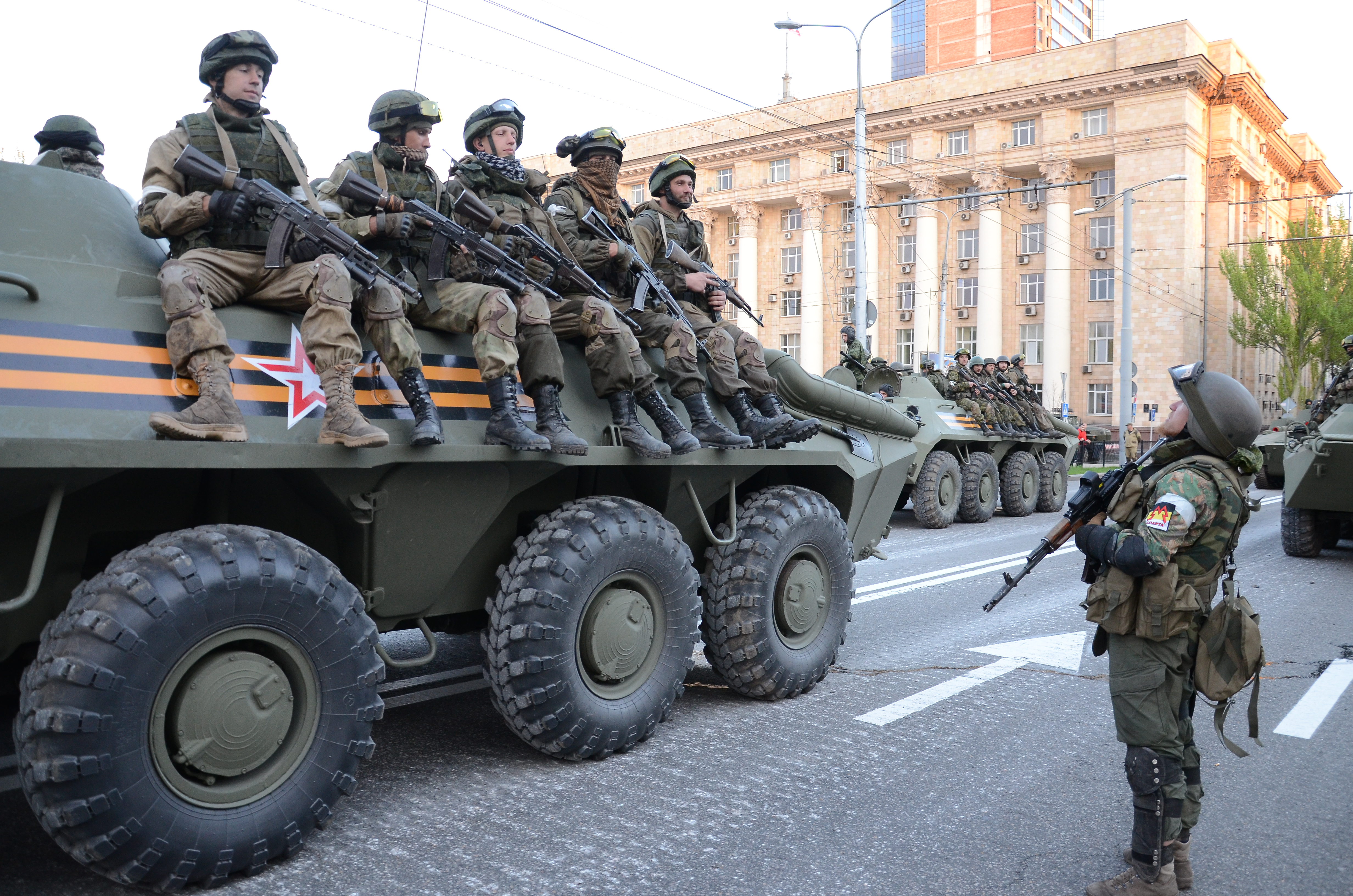
2015年ドネツク戦勝記念日パレードのリハーサル中にBTR-70に乗るアーセニー・パブロフと彼の部隊
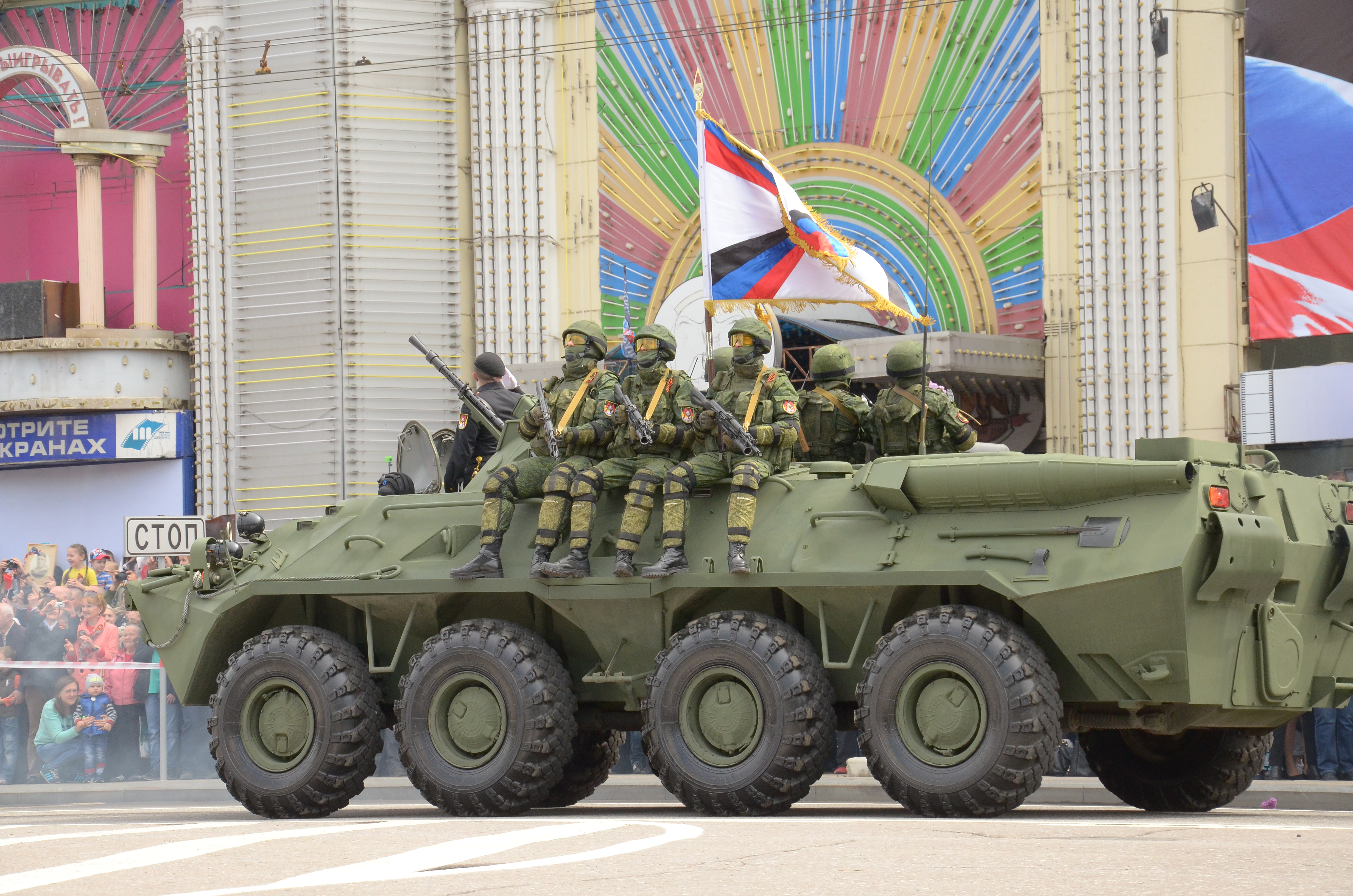
2016年ドネツク戦勝記念日パレードでBTR-80に乗るアーセニー・パブロフとスパルタ大隊の部隊